# Les moreres (telenovela)
Les moreres (en castellano Las moreras) fue una telenovela valenciana emitida en 2007, coproducida por Estudios Valencia Televisión y Zebra Producciones, para RTVV. En lo que a producción se refiere, es la predecesora del anterior éxito de la cadena Negocis de familia, de la misma productora.

## Argumento
Los Alapont Bonet son una familia humilde. Rosa es una esposa, madre e hija preocupada por los suyos. Una luchadora nata que le planta cara a las vicisitudes que la vida le plantea. Tras años de sacrificio en el seno familiar, con total dedicación y una abnegación absoluta, Rosa se da cuenta de que su labor como madre tiene unos límites impuestos por su hija Clara, que pronto volará del nido familiar. La liberación de responsabilidades que deriva de esa situación, junto a una estabilidad económica por el trabajo de su marido, Ximo, harán que Rosa reemprenda viejos proyectos que dejó aparcados por el camino. Ahora se siente capaz de dar un pequeño giro a su vida y empezar a estudiar y valorar nuevos horizontes.
Pero, de pronto, su castillo de naipes se derrumba por culpa de su marido y por el descubrimiento de que su madre está enferma en su pueblo natal. A Rosa le ha cambiado todo de la noche a la mañana.
Por su parte, en la familia Montaner, Julián Montaner es el patriarca que lleva con mano de hierro y pocos escrúpulos “las dos empresas”: el clan familiar y su negocio, Joyas Montaner. Su mujer Elisenda, y sus hijos Elsa y Sergio, forman el núcleo familiar. Viejas rencillas, secretos, dudas y sospechas son las responsables del deterioro familiar que sufre la familia.

## Personajes
- Marta Chiner ... Rosa Bonet
- Álvaro Báguena ... Ximo Alapont
- María Maroto ... Clara Alapont
- Empar Ferrer ... Conxeta Bonet
- Juli Mira ... Julián Montaner
- María Martín ... Elsa Montaner
- Fiorella Faltoyano ... Elisenda Font
- María Casal ... Cuca Parmentier